# L'Obsession de madame Craig
Pour plus de détails, voir Fiche technique et Distribution.
L'Obsession de madame Craig (Craig's Wife) est un film américain en noir et blanc réalisé par Dorothy Arzner, sorti en 1936.

## Synopsis
Lors d'un voyage en train avec sa nièce, Harriet Craig (Rosalind Russell) évoque, avec celle-ci, nouvellement fiancée, sa vision du couple. Selon elle, épouser un homme argenté permet d'acquérir une véritable indépendance : le mariage et le domicile commun ne sont pas autre chose et respectivement, qu'un contrat d'affaires et un capital. Quant à l'amour, affirme-t-elle sèchement, il est surtout facteur de désordre. L'obsession de Madame Craig se résume donc à surveiller son conjoint et gérer sa maison dans les moindres détails. Or, lorsque Walter, son époux (John Boles), est mêlé à une affaire de meurtre, toutes ces conceptions paraissent désormais limitées.

## Fiche technique
- Titre original : Craig's Wife
- Titre français : L'Obsession de madame Craig
- Réalisation : Dorothy Arzner
- Scénario : Mary C. McCall Jr. d'après la pièce de George Kelly
- Photographie : Lucien Ballard
- Société de production et de distribution : Columbia Pictures
- Pays de production :  États-Unis
- Langue d'origine : anglais américain
- Format : noir et blanc — 35 mm — 1,37:1 — son : mono
- Genre : drame
- Durée : 74 minutes
- Dates de sortie : 
  - États-Unis : 25 septembre 1936
  - France : 4 décembre 1936
  - Belgique : 29 avril 1938

## Distribution
- Rosalind Russell : Harriet Craig
- John Boles : Walter Craig
- Billie Burke : Mrs. Frazier
- Jane Darwell : Mrs. Harold
- Dorothy Wilson : Ethel Landreth
- Alma Kruger : Ellen Austen
- Thomas Mitchell : Fergus Passmore
- Raymond Walburn : Billy Birkmire
- Elisabeth Risdon : Mrs. Landreth
- Robert Allen : Gene Fredericks
- Nydia Westman : Mazie
- Kathleen Burke : Adelaide Passmore
- John Hamilton : un détective (non crédité)